# 10237 Adzic
A 10237 Adzic (ideiglenes jelöléssel 1998 SJ119) a Naprendszer kisbolygóövében található aszteroida. LINEAR fedezte fel 1998. szeptember 26-án.